# Jhansa
Jhansa est une ville dans l’État d'Haryana, district de Kurukshetra en Inde. 
Elle a une population d'environ 10 000 habitants, dont 4 000 en âge de voter.
Il y a un temple qui était construit par Padam Nabh Sharma, un docteur et travailleur social célèbre. Aujourd'hui, il s'entretient par une commission Mandir.